# وعلان نيروبي
وعلان نيروبي (الاسم العلمي:Commelina nairobiensis) هو نوع من النباتات يتبع جنس الوعلان من الفصيلة الوعلانية.